# Historia Luksemburga

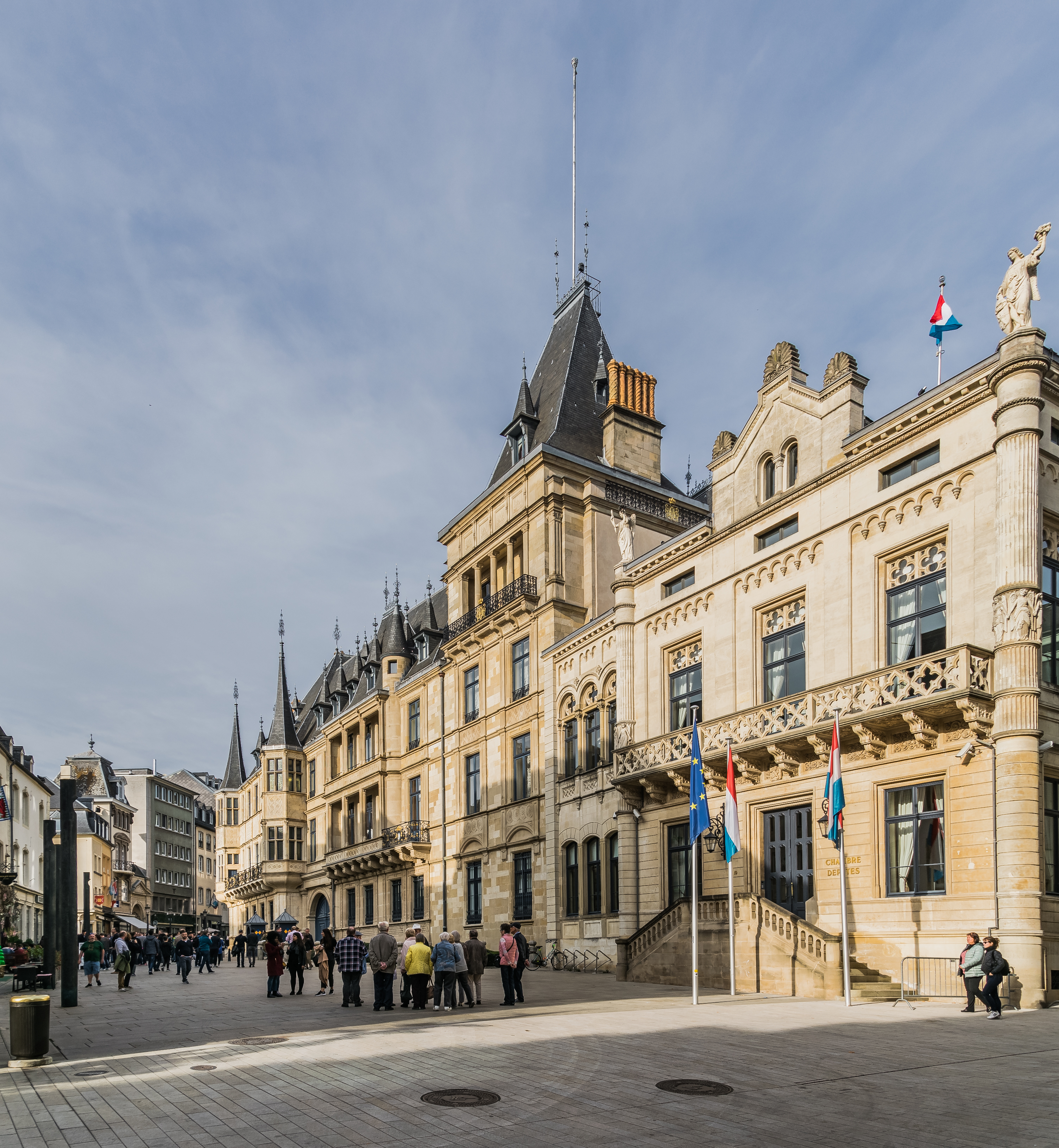
Pałac książęcy w Luksemburgu

Historia Luksemburga – niewielkiego państwa, położonego pomiędzy Francją, Niemcami i Belgią – sięga X w. Kolejni jego władcy, zaczynając od niewielkiego skrawka ziemi wokół skały luksemburskiej, stopniowo poszerzali granice hrabstwa, położonego w zachodniej części Świętego Cesarstwa Rzymskiego. Sukces osiągnął Henryk VII Luksemburski, który na początku XIV w. został królem niemieckim i cesarzem rzymskim. Dzięki temu jego następcy sięgnęli po trony Czech i Węgier, stopniowo jednak zaniedbali niewielkie hrabstwo, z którego się wywodzili, choć podnieśli je do rangi księstwa w 1354. Było ono zastawiane, a po wygaśnięciu rodu Luksemburgów przechodziło z rąk do rąk. Ostatecznie trafiło pod koniec XV w. w ręce Habsburgów, w których pozostało kolejne trzy stulecia, od 1556 należąc do hiszpańskiej linii rodu, a od 1714 do 1795 do austriackiej. Luksemburg stał się wówczas strategicznym punktem na granicy wpływów Habsburgów i królów Francji, a jego stolica została zmieniona w potężną twierdzę. Znalazł się on w granicach Francji w epoce wielkiej rewolucji francuskiej i rządów Napoleona Bonaparte. Po porażce Napoleona państwo zostało wskrzeszone jako Wielkie Księstwo Luksemburga i od 1815, na mocy postanowień kongresu wiedeńskiego stało się częścią Królestwa Niderlandów, rządzonego przez dynastię orańską. Luksemburg odzyskał samodzielność dopiero w II połowie XIX w. (ostatecznie w 1890, po wygaśnięciu męskiej linii panującego rodu). Rządzony przez wielkich książąt dwukrotnie cierpiał podczas zawieruch wojen światowych: podczas pierwszej władze Luksemburga pozostały na miejscu, co ściągnęło na nie odium współpracy z okupantem, zaś podczas drugiej udały się na uchodźstwo. Po ustabilizowaniu sytuacji w Europie Luksemburg był jednym z krajów, które aktywnie tworzyły proces integracji europejskiej, a stolica wielkiego księstwa stała się także jedną z głównych siedzib organów władzy Unii Europejskiej.

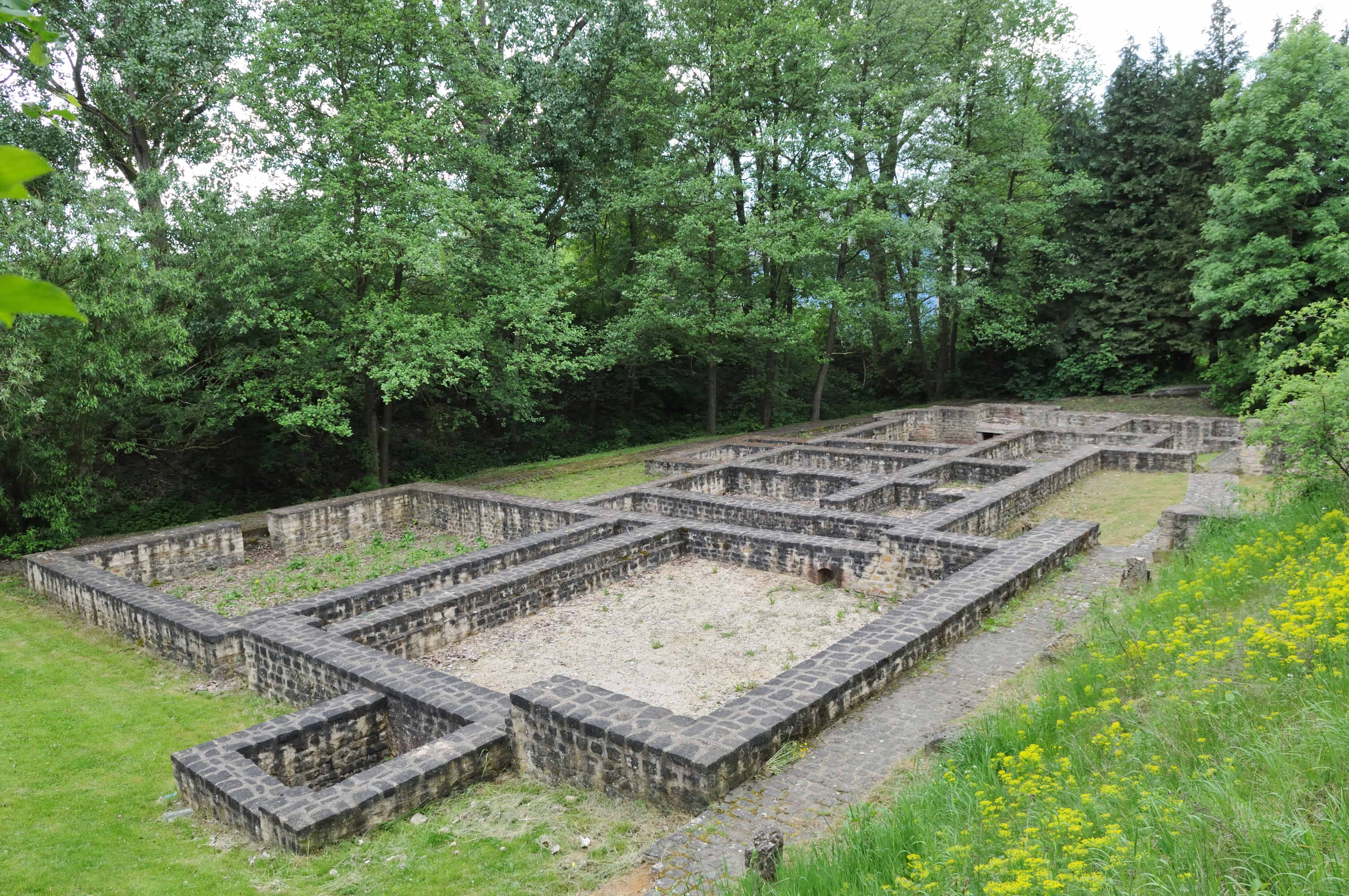
Resztki rzymskich łaźni w Mamer

## Starożytność i wczesne średniowiecze
Terytoria Luksemburga zamieszkane były od czasów średniego paleolitu przez neandertalczyków. Mieszkali oni w regionie Mullerhalu. najstarsze szczątki ludzkie pochodzą z okresu mezolitu 5200–5100 p.n.e. Pierwszymi mieszkańcami terenów dzisiejszego Luksemburga obecnymi w źródłach historycznych byli Celtowie, którzy pojawili się tutaj ok. 900 r. p.n.e. Napływały tu też plemiona germańskie, m.in. pod koniec II w. p.n.e. rejon ten dotknął najazd Cymbrów i Teutonów.
W 53 r. p.n.e. na tereny obecnego Luksemburga wkroczyły legiony Gajusza Juliusza Cezara w ramach jego wielkiej kampanii przeciwko Galom. Obszar ten został włączony w granice Rzymu, większość dzisiejszego Luksemburga znalazło się w granicach prowincji Gallia Belgica. Okres Pax Romana sprzyjał rozwojowi gospodarczemu tych ziem.

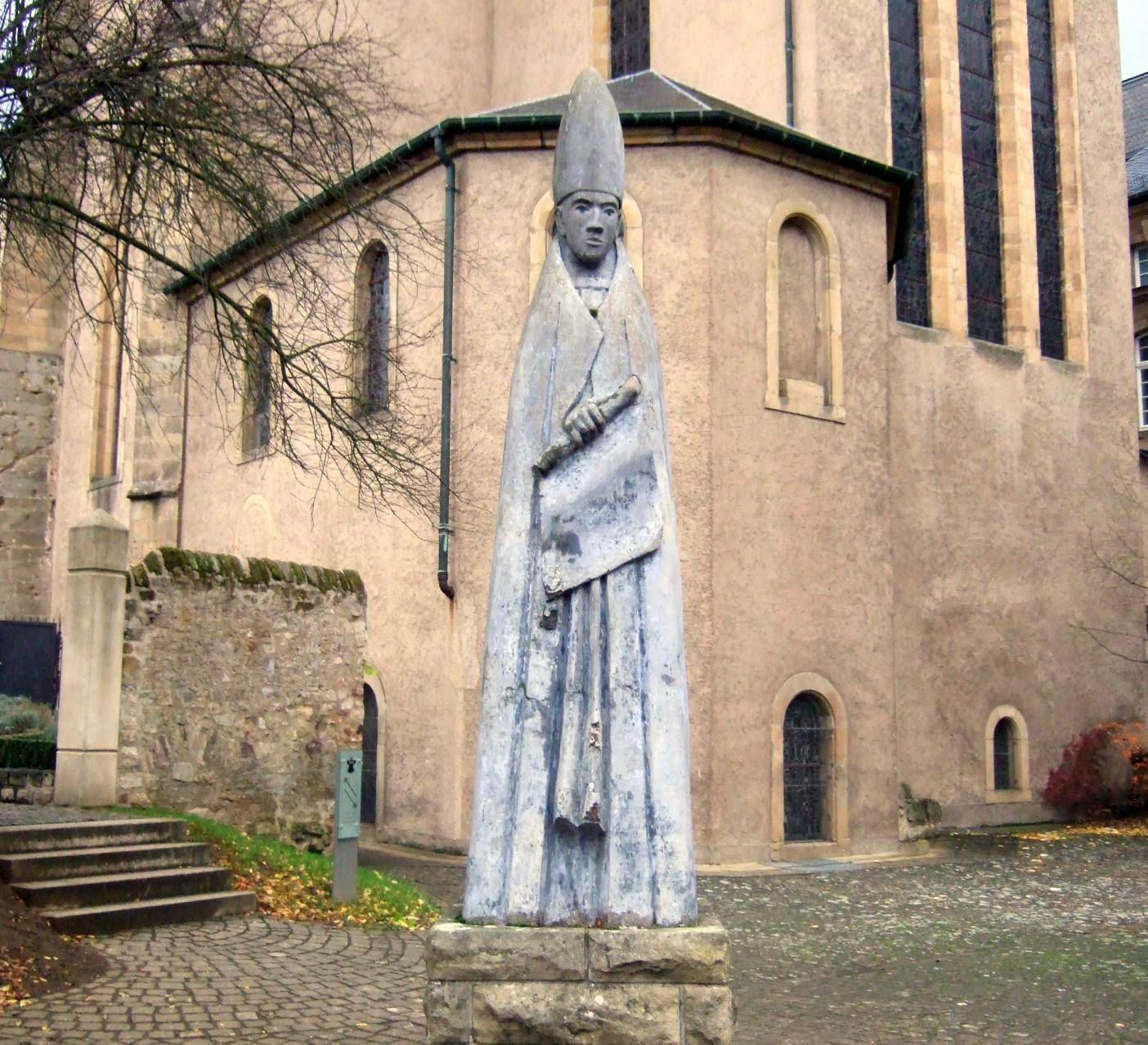
Pomnik św. Wilibrorda w Echternach

Zmiana nastąpiła w drugiej połowie III w. n.e., gdy teren ten dotknęły liczne najazdy plemion germańskich. W V w. cały obszar opanowali Frankowie. W okresie panowania Merowingów wykształcił się istniejący do dzisiaj podział językowy Luksemburga: w części wschodniej dominację zdobył dialekt germański, w części zachodniej używany był język romański (waloński). W tym okresie dokonała się również chrystianizacja tego obszaru, w którą duży wkład wnieśli misjonarze z wysp brytyjskich. Jeden z nich, św. Wilibrord, w ostatnich latach VII w. założył opactwo benedyktyńskie w Echternach, które było później ośrodkiem kulturalnym o znaczeniu europejskim i ważnym centrum pielgrzymkowym.
Ponowny rozkwit ziem dzisiejszego Luksemburga, pozostających w centrum państwa Franków, przyniosło panowanie Karolingów. Sytuację zmienił jednak traktat z Verdun z 843, na mocy którego dokonano podziału państwa Franków. Ziemie Luksemburga, początkowo należące do władztwa Lotara I, stały się (szczególnie po bezpotomnej śmierci Lotara II w 869) celem ekspansji państwa wschodniofrankijskiego i zachodniofrankijskiego. Starcia o ten rejon toczyły się przez następne dziesięciolecia, a ziemie te przechodziły z rąk do rąk. Na mocy drugiego układu z Verdun z 925 Lotaryngia, obejmująca wówczas ziemie Luksemburga, miała pozostać w granicach państwa wschodniofrankijskiego.

## Hrabiowie Luksemburga

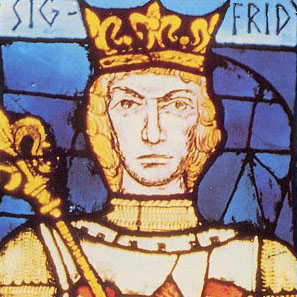
Pierwszy luksemburski hrabia, Zygfryd

Rok 963 jest uznawany powszechnie za moment powstania Luksemburga. Wówczas to wywodzący się z potężnego lokalnego rodu Zygfryd kupił od opactwa benedyktyńskiego św. Maksymina w Trewirze castellum quod dicitur Lucilinburhuc – niewielki zamek zbudowany na skale nad rzeką Alzette, w strategicznym miejscu przy dawnej drodze rzymskiej. Rozpoczął tam budowę nowego zamku, wokół którego rozrastała się osada Luksemburg. Sam Zygfryd jest dziś uznawany za pierwszego hrabiego Luksemburga, choć sam nie posługiwał się tym tytułem.
Znaczenie rodu Zygfryda bardzo szybko wzrosło. Jego córka poślubiła księcia bawarskiego Henryka, który w 1002 został władcą Niemiec, a w 1014 cesarzem. Dzięki temu kolejni następcy Zygfryda, Henryk I oraz Henryk II sięgali po władzę w Bawarii i byli jednymi z najpotężniejszych książąt Rzeszy. Ich następcy jednak nie zdołali utrzymać tych dziedzin i zajęli się polityką regionalną. Od drugiej połowy XI w. kolejni władcy zaczęli używać tytułu hrabiego Luksemburga. Był to okres ekspansji terytorialnej Luksemburga, która powodowała liczne konflikty z sąsiadami, przede wszystkim z arcybiskupami Trewiru (władcy Luksemburga korzystali tutaj z trwającego sporu między cesarzem a Kościołem, sięgając po wsparcie cesarskie).
Pierwsza dynastia władców Luksemburga wygasła w 1136, a cesarz przekazał hrabstwo w ręce Henryka Ślepego. Ten początkowo znacząco poszerzył granice swojej domeny – odziedziczył kilka sąsiednich hrabstw (w tym Namur), stając się jednym z najpotężniejszych władców między Mozą i Mozelą. Próbując kontynuować ekspansję podczas swego bardzo długiego panowania, poniósł jednak porażki, najpierw w starciu z arcybiskupem Trewiru, a następnie z biskupem Leodium. Następczynią Henryka na tronie luksemburskim została jego 10-letnia córka, Ermezynda. Początkowo władzę w księstwie sprawowali jej kolejni mężowie; małżeństwu z drugim z nich zawdzięcza Luksemburg przyłączenie doń rejonu Arlon. W 1214 Ermezynda przejęła rządy osobiście. W okresie jej panowania (do 1247) Luksemburg osiągnął dużą samodzielność, a dzięki długiemu okresowi pokoju nastąpił jego rozkwit gospodarczy.

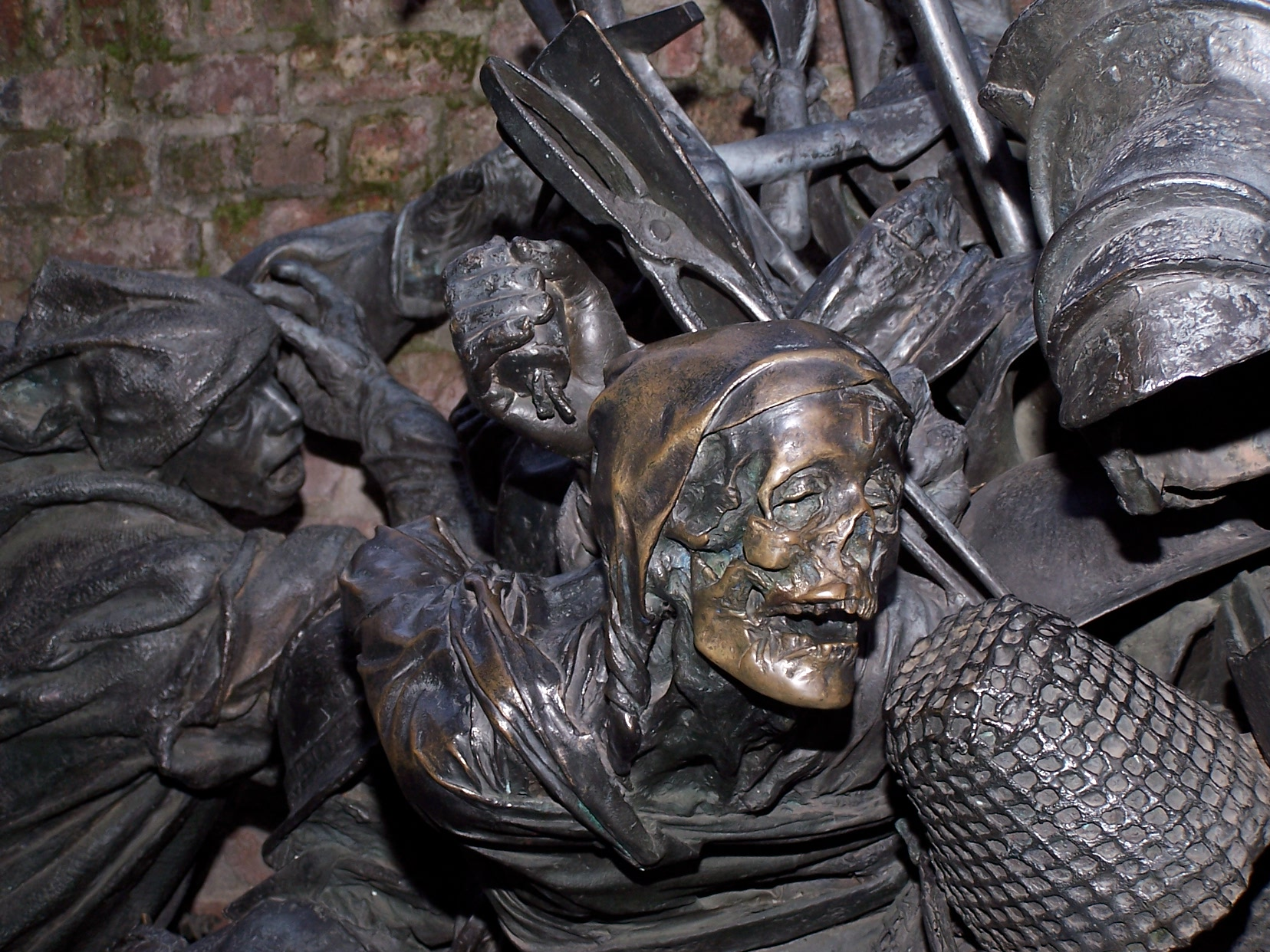
Fragment pomnika upamiętniającego bitwę pod Wörringen

Za panowania potomków Ermezyndy (dynastię tę z czasem zaczęto określać mianem luksemburskiej) granice hrabstwa poszerzały się (przyłączono wówczas m.in. Saint-Vith, Arrancy i Amel). Rozwijała się stolica – rozbudowywano zamek i miasto. Kształtował się też aparat administracyjny księstwa, w którym zaczęły się pojawiać nowoczesne na owe czasy instytucje (m.in. Rada Prowincjonalna). Korzystając ze słabości władców Niemiec, hrabiowie pozostawali pod formalnym zwierzchnictwem cesarzy rzymskich, nawiązywali jednak bliskie kontakty z Francją i rozwijali swoją niezależność.
Załamanie nastąpiło w latach 80. XIII w. Polityka panującego wówczas Henryka VI przyniosła najpierw klątwę rzuconą przez arcybiskupa Trewiru, a następnie klęskę w wojnie o sukcesję limburską (sam Henryk zginął w 1288 w bitwie pod Wörringen). Na domiar złego kraj był zadłużony, a próba wprowadzenia nowych podatków zaowocowała buntem mieszczaństwa, które zmusiło regentkę księstwa do ucieczki.

## Złoty wiek Luksemburgów i okres zastawu

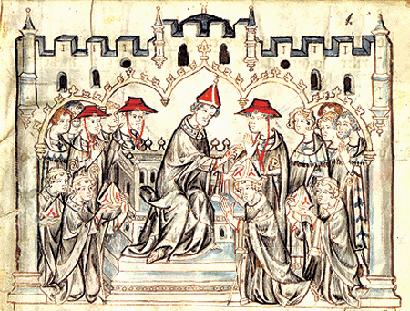
Arcybiskup trewirski Baldwin luksemburski

Rządy w hrabstwie objął młody syn Henryka VI, Henryk VII. Uporządkował sytuację w kraju i przywrócił mu dawny dobrobyt. W 1307 zdołał uzyskać nominację swojego młodszego brata Baldwina na arcybiskupa Trewiru. Było to stanowisko, z którym związana była funkcja jednego z siedmiu elektorów Rzeszy – objęciu go przez brata Henryk zawdzięczał ogromny sukces: w 1308 został wybrany na króla Niemiec.

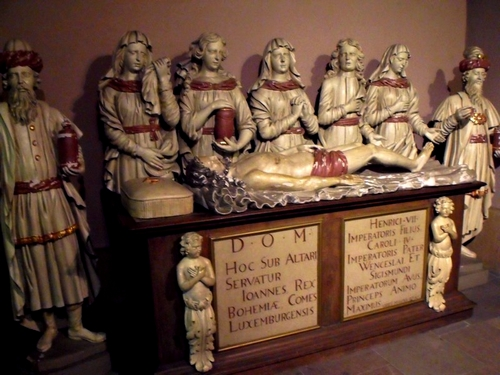
Grób Jana Ślepego w katedrze w Luksemburgu

I choć Henryk VII zginął już w 1313 (wkrótce po koronacji cesarskiej), zdążył położyć podwaliny pod potęgę rodu Luksemburgów: zapewnił swojemu synowi Janowi tron czeski, a jego córki zostały królowymi Francji i Węgier. Na dodatek brat Henryka, Baldwin, był jednym z najważniejszych dostojników duchownych w Niemczech. Co prawda Jan Luksemburski nie zdołał po śmierci ojca sięgnąć po tron niemiecki, ale był jednym z najpotężniejszych władców w Niemczech. Znany ze swej rycerskości i pogoni za sławą, zginął w bitwie pod Crécy w 1346, tuż przedtem jednak zdołał zapewnić swojemu synowi Karolowi objęcie tronu niemieckiego, który odtąd na sto lat (do 1437) pozostawał niemal bez przerwy w rękach Luksemburgów (kolejno piastowali go Karol, syn Karola Wacław, a następnie po dziesięcioletniej przerwie jego brat Zygmunt).

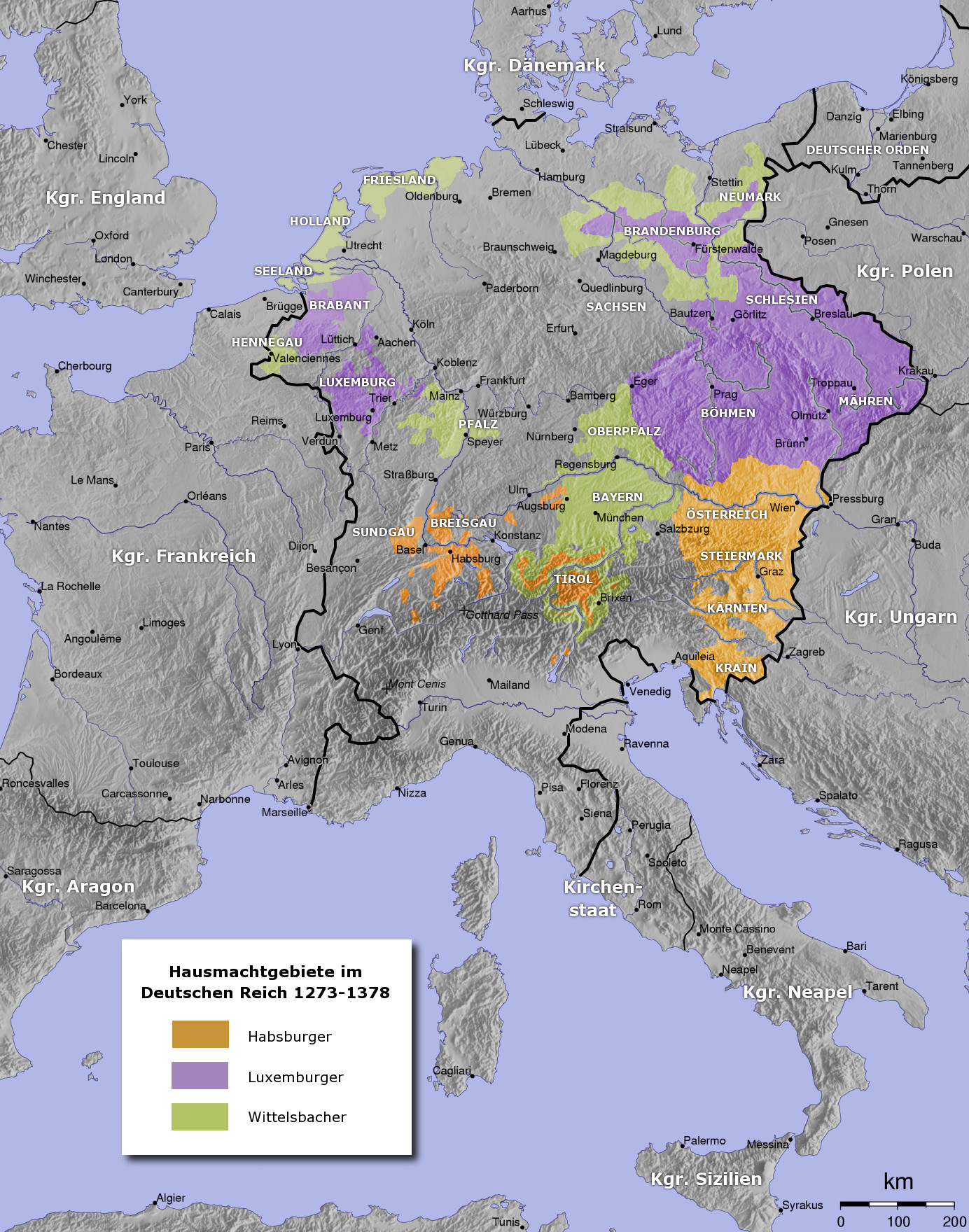
Posiadłości Luksemburgów na terenie Rzeszy (a zatem bez Węgier) w XIV w. (kolor fioletowy)

Terytorium Luksemburga w połowie XIV w

Ci wielcy władcy skupiali się jednak przede wszystkim na swoich wielkich posiadłościach, położonych w Europie środkowej: Czechach, a następnie i Węgrzech. Niewielkie hrabstwo stopniowo było spychane na margines ich uwagi. Jan Luksemburski traktował je właściwie wyłącznie jako dostarczyciela gotówki i rekruta. W 1353 Karol Luksemburski oddał tytuł hrabiego Luksemburga swojemu młodszemu bratu Wacławowi I, nie posiadającemu innych tronów. Ten podczas swojego długiego panowania znacznie powiększył obszar Luksemburga, przyjął tytuł książęcy (od 1354), a także dzięki małżeństwu objął władzę nad Brabancją, Limburgią i Antwerpią. Zmarł bezpotomnie w 1383 i przekazał Luksemburg swojemu bratankowi, cesarzowi Wacławowi IV. Data ta oznacza początek trwającego niemal sto lat okresu przechodzenia Luksemburga z rąk do rąk.
Cesarz Wacław nie był specjalnie zainteresowany położonym daleko od jego siedziby Luksemburgiem i choć formalnie pozostał jego księciem do końca życia (podobnie jak jego następca, cesarz Zygmunt), w 1388 oddał go w zastaw swemu kuzynowi Jodokowi. Luksemburg pozostawał w rękach kolejnych posiadaczy zastawu do 1443. W tym czasie Luksemburg był przekazywany często z rąk do rąk, co prowadziło do anarchii i sporów, a nawet wojen domowych w Luksemburgu. Zniszczenie kraju, problemy z jego zarządzaniem (wywołane konfliktem z mieszkańcami) oraz brak perspektyw odzyskania od Luksemburgów kwoty, której poręczeniem był zastaw, skłoniło jedną z jego posiadaczek, Elżbietę ze Zgorzelca, do odsprzedania w 1441 zastawu księciu burgundzkiemu Filipowi Dobremu. Był on szczególnie zainteresowany w jego nabyciu, gdyż Luksemburg oddzielał od siebie dwie części rodzącego się państwa burgundzkiego.
Wobec oporu części mieszkańców księstwa, w 1443 Filip Dobry wkroczył zbrojnie do Luksemburga i zdobył go (m.in. pozwolił splądrować stolicę księstwa). To nie zakończyło jednak sprawy, bowiem wciąż istnieli pretendenci do legalnego tytułu książęcego (Filip dzierżył Luksemburg tylko na mocy wykupu zastawu). Jeden z nich, król czeski i węgierski Władysław Pogrobowiec, chciał odstąpić prawa do Luksemburga królowi francuskiemu Karolowi VII, rywalowi Filipa Dobrego. Wojnie francusko-burgundzkiej o Luksemburg zapobiegła śmierć Karola w 1461; po tym fakcie stany luksemburskie po formalnej detronizacji Wilhelma saskiego uznały Filipa Dobrego za księcia luksemburskiego.
Rządy burgundzkie oznaczały nasilenie tendencji do odrywania Luksemburga z kręgu wpływów niemieckich. Książęta burgundzcy przeprowadzili reformę administracji księstwa, jednak uszanowali odrębność Luksemburga, pozostawiając miejscowe instytucje i zwyczaje. Głównym organem administracyjnym pozostała Rada Prowincjonalna, a stany Luksemburga otrzymały prawo odmowy obesłania Stanów Generalnych Zjednoczonych Prowincji (choć w 1476 w nich wzięły udział, co stanowiło podkreślenie ich związku z Niderlandami).

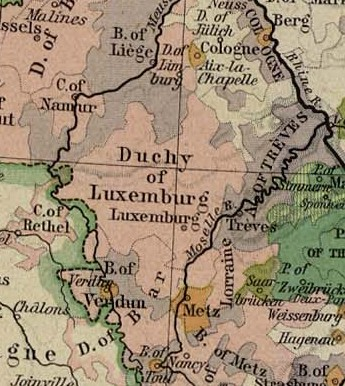
Księstwo Luksemburga w 1477

Jednak próba stworzenia wielkiego państwa burgundzkiego nie powiodła się. Syn Filipa Dobrego, Karol Śmiały, zginął w 1477 podczas walk o podporządkowanie sobie Lotaryngii i Szwajcarii. Luksemburg znowu stał się celem aspiracji wielkich sąsiadów, przede wszystkim króla francuskiego. Córka Karola, Maria, zdołała jednak utrzymać władzę w prowincjach Niderlandów, m.in. w Luksemburgu. Przestał on być jednak istotnym elementem w pierścieniu prowincji burgundzkich, a znalazł się na peryferiach jej władztwa.

## Pod panowaniem Habsburgów
Aby uchronić się przed zakusami Francji, Maria burgundzka zdecydowała się poślubić cesarza Maksymiliana Habsburga. Gdy w 1482 niespodziewanie zmarła, Niderlandy wraz z Luksemburgiem dostały się pod berło ich syna, Filipa Pięknego. W 1494, po dojściu do pełnoletności, objął on osobiste rządy w kraju, a wkrótce potem poślubił dziedziczkę Kastylii i Aragonii, Joannę. Gdy Filip zmarł w 1506, jego następcą został syn Karol, urodzony i wychowywany w Niderlandach, który w 1516 r. objął rządy w Hiszpanii, a w 1519 został cesarzem. Za sprawą Karola dokonano centralizacji zarządu Niderlandów, zmniejszając uprawnienia poszczególnych prowincji. W 1548 cesarz doprowadził do uznania Niderlandów za kraj Rzeszy, a w 1549 ogłosił sankcję pragmatyczną, ustanawiającą jednolite zasady dziedziczenia w krajach Rzeszy, co ostatecznie związało Niderlandy (w tym Luksemburg) z Habsburgami hiszpańskimi. Podkreślał też w ten sposób ich niezależność od Francji, co było istotne wobec wciąż istniejących roszczeń królów francuskich (w 1542 i ponownie w 1543 Franciszek I zdobywał stolicę księstwa i nawet ogłosił się jego władcą; w tym okresie zburzono dawny zamek hrabiów luksemburskich). W epoce Karola duże powodzenie w Niderlandach zdobyła także reformacja, choć w samym Luksemburgu nie znalazła wielu zwolenników dzięki wcześniejszemu otwarciu na prądy humanizmu.
W 1555 Niderlandy po abdykacji Karola przypadły jego synowi Filipowi II. Ten, w przeciwieństwie do ojca, traktował Niderlandy jako peryferyjny region swojego imperium, a jego rządy były tutaj wyjątkowo niepopularne. Próbował zapewnić Niderlandom jedność religijną, co spowodowało wojnę, która wybuchła w 1566. Stanowiła ona jednocześnie dobry pretekst do pozbawienia Niderlandów przez króla dotychczas istniejących odrębnych instytucji państwowych. To, oraz krwawe pacyfikacje armii hiszpańskiej jeszcze zaogniło konflikt. W jego efekcie doszło do podziału Niderlandów poprzez oderwanie się w toku długotrwałej wojny północnych prowincji spod władzy habsburskiej. Luksemburg w tym czasie pozostawał ostoją katolicyzmu i głównym punktem oparcia Habsburgów w Niderlandach, ważnymi postaciami byli m.in. tutejsi gubernatorzy z rodziny Mansfeldów.
W 1598 Filip II odstąpił Niderlandy swej córce Izabeli i jej mężowi, arcyksięciu Albrechtowi Habsburgowi. W tym okresie (w 1611) wprowadzony został w życie tzw. „Wieczny Edykt”, który stanowił kodyfikację lokalnego prawa cywilnego i karnego na terenie całych habsburskich Niderlandów. Następował także, po okresie wojen, wzrost gospodarczy, m.in. dzięki rozwojowi hutnictwa stali na terenie Luksemburga.

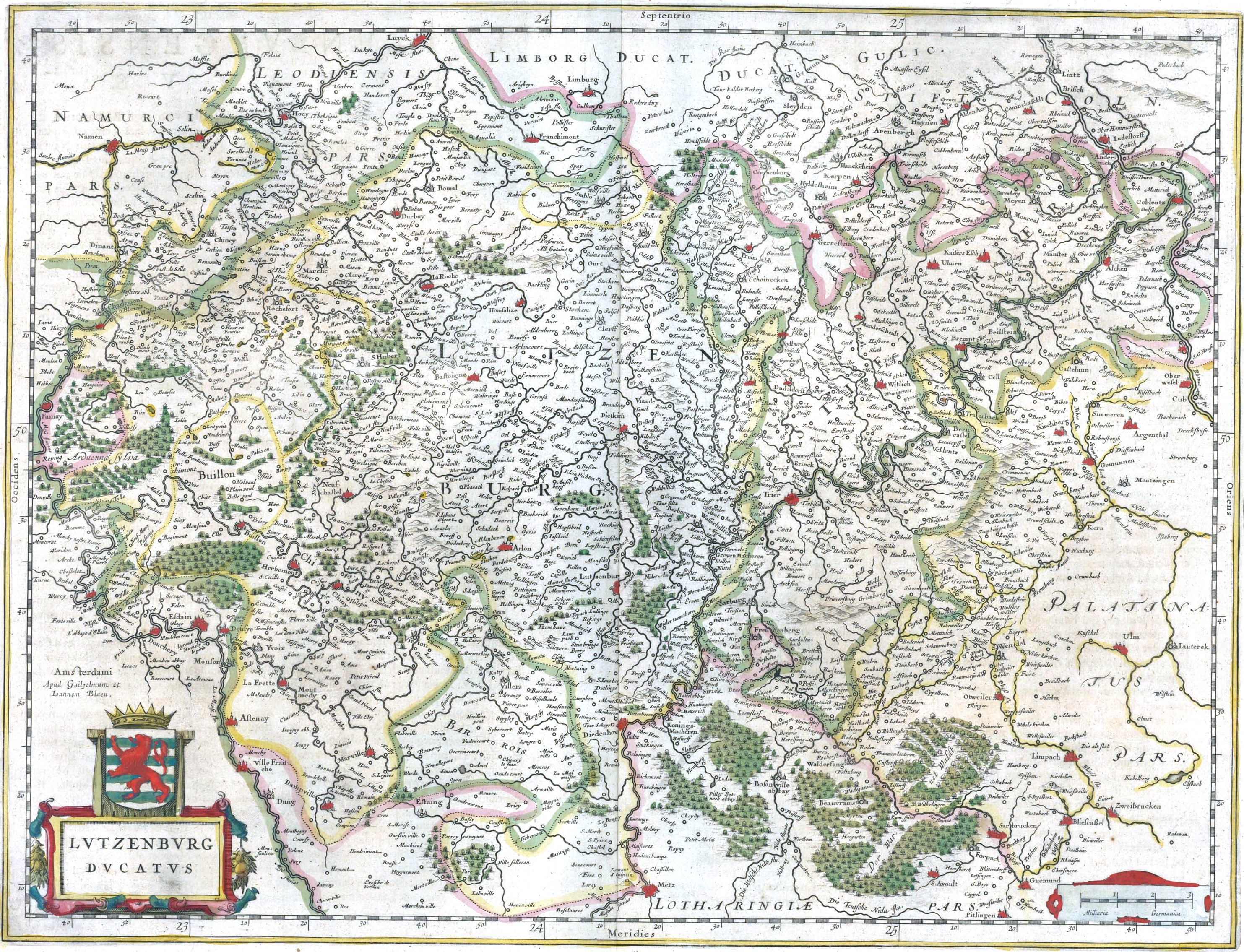
Mapa Luksemburga z 1645

Powrót Niderlandów pod berło królów hiszpańskich po bezpotomnej śmierci Albrechta w 1621 zbiegł się w czasie z początkiem wojny trzydziestoletniej. Był to tragiczny okres w historii Luksemburga: prowincja plądrowana przez maruderów i regularne oddziały wojska popadła w biedę, panował głód i epidemie (m.in. wielka epidemia dżumy). Kończący wojnę pokój w 1648 nie oznaczał spokoju w Luksemburgu – nadal trwała wojna Hiszpanii z Francją, a Luksemburg pozostawał na pierwszej linii frontu. Wojna trwała do 1659, a zakończył ją pokój pirenejski, na którego mocy Habsburgowie odstąpili Francji m.in. południową część Luksemburga z Thionville (I rozbiór Luksemburga). Spokój jednak nie trwał długo, po śmierci w 1665 króla hiszpańskiego Filipa IV Francuzi ponownie uderzyli na Niderlandy, a wojna trwała aż do 1678. W jej efekcie, do 1680 Ludwik XIV w drodze tzw. „reunionów” (bezkrwawych aneksji o wątpliwych podstawach prawnych) odebrał Luksemburgowi kolejne jego południowe fragmenty (m.in. Rodemack), a rościł sobie pretensje do jego większej części. Król hiszpański Karol II stawił jednak opór (zapowiedział, że będzie bronić Luksemburga jak samego Madrytu), w efekcie czego ziemie Luksemburga po raz kolejny zniszczyła wojna rozpoczęta w 1682.
W 1684 stolica księstwa została zdobyta przez Francuzów. Za sprawą Sébastiena Vaubana twierdzę luksemburską przebudowano, wzniesiono też w okolicy szereg innych fortyfikacji. Napływ kapitału z tej okazji był bardzo wysoki, w kraju nie toczyły się też działania wojenne, okres okupacji francuskiej był więc czasem rozkwitu gospodarczego. Mimo zniesienia autonomii księstwa ugruntowała się wtedy sympatia Luksemburczyków wobec Francji, wynikająca z pojawienia się dobrobytu po wielu latach biedy i głodu.

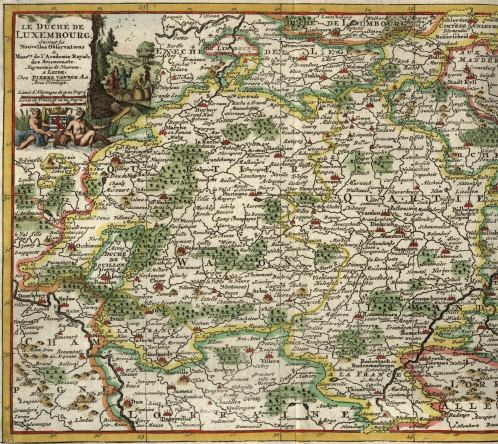
Mapa Luksemburga z 1712 z zaznaczonym podziałem na część walońską i germańską

Po zakończeniu wojny Francji z Ligą Augsburską w 1697 Luksemburg powrócił w ręce hiszpańskie, jednak już w 1701 wybuchła wojna o sukcesję hiszpańską, przez co rejon ten ponownie stał się obszarem działań wojennych. Ufortyfikowana przez Vaubana stolica księstwa była bardzo trudna do zdobycia, nie uchroniło to jednak kraju przed zniszczeniami wynikającymi m.in. z rabunków podczas przemarszów wojsk. Zła sytuacja kraju spowodowała wzrost emigracji ludności Luksemburga do Ameryki. Wojna skończyła się dopiero po kilkunastu latach – Niderlandy południowe wraz z Luksemburgiem przypadły wówczas Habsburgom austriackim, a twierdze pograniczne miały być obsadzone wojskami holenderskimi i angielskimi.
Dla władców Austrii Luksemburg nie przedstawiał większej wartości. Kilkakrotnie pojawiały się plany wymiany południowych Niderlandów na inne terytorium (m.in. na Salzburg). Mimo to Luksemburg zawdzięcza okresowi panowania austriackiego odrodzenie gospodarcze; zaprowadzono uprawę ziemniaków, zniesiono pańszczyznę, odrodziło się hutnictwo i tkactwo. Luksemburg jednocześnie w większym stopniu niż inne prowincje południowych Niderlandów był odporny na ideologię rewolucyjną płynącą pod koniec XVIII w. z Francji.

## Pod rządami rewolucyjnej Francji i Napoleona

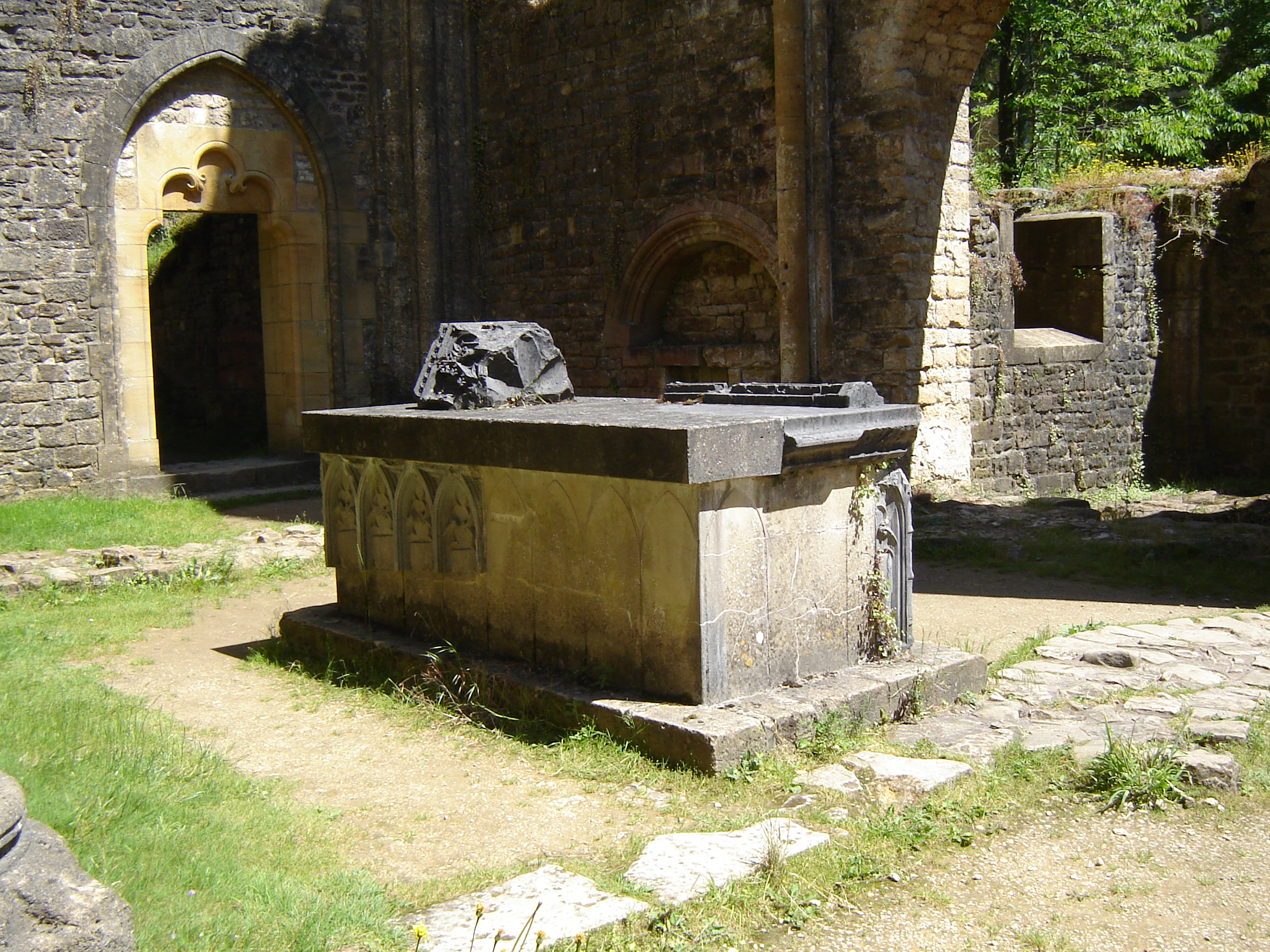
Grób Wacława I Luksemburskiego pośród ruin klasztoru Orval

Pierwszym kierunkiem ekspansji rewolucyjnej Francji były Niderlandy południowe. Wojska francuskie uderzyły tutaj w 1792. Mimo iż opór w pozostałych prowincjach był często symboliczny, Luksemburg i Limburgia broniły się. W tym okresie uległo zniszczeniu wiele ośrodków klasztornych, często o bogatych tradycjach, m.in. istniejący od VII w. klasztor w Echternach oraz klasztory Orval i Clairefontaine z XII-XIII w., będące miejscami spoczynku średniowiecznych władców Luksemburga. Walki o Niderlandy południowe toczone w ramach wojny Francji z I koalicją trwały kilka lat, twierdza w Luksemburgu padła w 1795.
W tym samym roku Francja ogłosiła przyłączenie do siebie Niderlandów południowych, utworzono tutaj dziewięć nowych departamentów, a Luksemburg (który znalazł się w departamencie Forêts) miał zapłacić wysoką kontrybucję za pomoc udzielaną armii austriackiej. Powołana wówczas została Rada Administracyjna, która zaprowadziła na terenie Luksemburga reformy rewolucyjne. Znacjonalizowano dobra kościelne i bezwzględnie eksploatowano kraj, po pewnym czasie nasiliły się też prześladowania religijne. W 1798 ogłoszono dekret rozciągający zaciąg do armii francuskiej na przyłączone departamenty, co doprowadziło do wybuchu powstania. Zgromadziła się wówczas tzw. Armia Chrystusa, która próbowała zaatakować miasto Luksemburg, powstanie zostało jednak stłumione.
Objęcie rządów przez Napoleona Bonaparte spotkało się z pewną sympatią mieszkańców, głównie z powodu zaprzestania wówczas prześladowań religijnych. Zacofany kulturalnie kraj zresztą w niewielkim stopniu brał udział w życiu politycznym Francji. W okresie napoleońskim ok. 15 tys. Luksemburczyków służyło w armii francuskiej (z czego szacuje się, że do domu wróciło zaledwie 1/3 z tej liczby). Duże znaczenie wobec blokady morskiej Francji miało miejscowe hutnictwo.
Wojna dotknęła Luksemburg bezpośrednio dopiero po porażce Napoleona w bitwie pod Lipskiem. Twierdza w Luksemburgu została oblężona przez wojska koalicji antyfrancuskiej, a poddała się na wieść o abdykacji Napoleona w 1814. Luksemburg znalazł się pod okupacją pruską; Prusy były wówczas jednym z mocarstw, które po pokonaniu Francji prowadziło targi o ustanowienie nowego porządku w Europie. Pojawił się wówczas pomysł użycia Luksemburga jako buforu pomiędzy Francją a podporządkowaną Prusom Nadrenią. Jednocześnie, już w 1814, Prusy anektowały fragmenty dawnego księstwa położone na wschód od Mozeli i Ourthe, w tym miasto Bitburg (II rozbiór Luksemburga).

## Pod berłem dynastii orańskiej

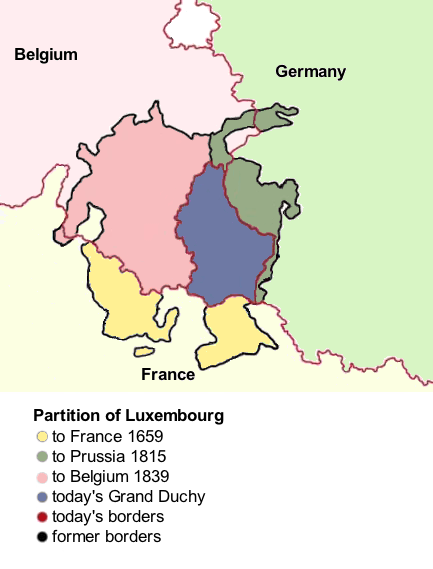
Rozbiory Luksemburga od XVII do XIX w.

Zgodnie z postanowieniami Kongresu wiedeńskiego Wilhelm Orański został królem Niderlandów i wielkim księciem Luksemburga. Odrębność Luksemburga (powiększonego o Bouillon), podkreślona tytułem Wilhelma, miała też inne znaczenie: część Luksemburga została włączona do Związku Niemieckiego, a kontrolę nad fortecą w stolicy zachowały Prusy. Król Wilhelm traktował jednak Luksemburg jako jedną z prowincji swojego królestwa. Nastąpił okres stabilizacji, która jednak słabo przekładała się na rozwój regionu (kultura, edukacja, a nawet gospodarka były na niskim poziomie), m.in. z powodu dużego ucisku podatkowego. Rozpoczęto budowę sieci dróg, które miały tę sytuację zmienić, a nawet budowę kanału przez Ardeny. Prusacy w krótkim czasie rozbudowali fortecę na wysokim brzegu rzeki Alzette w taki sposób, że została ona uznana za jedną z najtrudniejszych do zdobycia twierdz na kontynencie europejskim.
Realizacja tych planów została zatrzymana wskutek wybuchu rewolucji belgijskiej w 1830. Luksemburg pozostał na jej uboczu (choć po stronie belgijskiej walczył oddział luksemburskich ochotników), ale jej efektem stało się oddzielenie Luksemburga od reszty monarchii poprzez wyodrębnienie z niej niepodległej Belgii. Konferencja mocarstw w 1831 podjęła na dodatek decyzję o podziale Luksemburga (a także Limburgii): zachodnia, walońska część księstwa miała przypaść Belgii, zaś wschodnia, germańska, miała pozostać pod rządami orańskimi. Podział ten jednak nie mógł wejść w życie wobec braku zgody na to rozwiązanie ze strony króla Wilhelma, który podpisał traktat dopiero w 1838. Decyzja ta stanowiła cios dla Luksemburczyków: rozrywała historyczny organizm księstwa, wykluczając z niego połowę ludności i ok. dwóch trzecich terytorium (III rozbiór Luksemburga). Belgowie poczynili jedynie niewielkie kroki na rzecz księstwa, która miały „wynagrodzić” ten zabór (obniżono stawki celne).
Krótki okres nasilonej germanizacji przerwany został już w 1840, gdy rządy w królestwie objął nowy król Wilhelm II. Już w 1841 nadał on Luksemburgowi odrębną konstytucję (oktrojowaną). Choć nie dawała ona Luksemburczykom dużego udziału we władzy spotkała się z uznaniem wywołanym przede wszystkim potraktowaniem ich państwa jako odrębne od pozostałych prowincji. Mniejsze zadowolenie wzbudziła unia celna Luksemburga z Prusami zawarta w 1842.
Wypadki Wiosny Ludów w Europie znalazły swoje odzwierciedlenie także w Luksemburgu. Nastąpiły wystąpienia ludności, która żądała reform szkolnictwa i sądownictwa, niezależności prasy, obniżenia podatków oraz wielu innych koncesji. Wilhelm II poszedł na ustępstwa: zgodził się na zrównanie praw Luksemburga z Holandią, a także na nową konstytucję, którą przygotowała konstytuanta obradująca w Ettelbrucku w kwietniu 1848. Na mocy tej konstytucji powstał jednoizbowy parlament luksemburski. W pierwszych wyborach parlamentarnych sukces odniosło ugrupowanie radykalno-katolickie.
Tymczasem w 1849 tron objął Wilhelm III, który chciał przywrócić rządy absolutne w swej monarchii. Wykorzystując kryzys polityczny, związany z rozwiązaniem parlamentu w 1854, zniósł w 1856 konstytucję i narzucił nową. Wprowadził także nową ordynację wyborczą, znacznie podnosząc cenzus majątkowy uprawniający do głosowania. Takie postępowania króla doprowadziło do nawiązania współpracy przez konkurencyjne dotąd luksemburskie stronnictwa polityczne.
Przełom nastąpił w latach 1866–1867 w wyniku tzw. „kryzysu luksemburskiego”. Wywołał go cesarz francuski Napoleon III, który po sukcesie Prus w wojnie z Austrią w 1866 zażądał Luksemburga jako rekompensaty za wstrzymanie się od udziału w wojnie. Propozycji tej sprzyjał Wilhelm III, który miał otrzymać wysokie odszkodowanie, ale działania obu monarchów wzbudziły wielki protesty w Niemczech, przy czym Prusy jednocześnie przygotowywały się do wykorzystania sytuacji jako pretekstu do wojny z Francją. Ostatecznie na konferencji międzynarodowej w Londynie 11 maja 1867 r. uznano Luksemburg za państwo niepodległe (choć wciąż pod berłem króla Niderlandów) i „wiecznie neutralne”, objęte gwarancjami 5 europejskich mocarstw. Stolicę księstwa opuścił garnizon pruski, postanowiono też o zburzeniu fortyfikacji twierdzy Luksemburg. Tym niemniej Luksemburg pozostał w unii celnej z Prusami. 12 października 1868 przyjęto nową konstytucję Luksemburga.

## Usamodzielnienie Luksemburga i epoka wojen światowych
Okres po 1871 (kiedy z kolei Prusy rozważały przyłączenie Luksemburga przy okazji wojny z Francją) to czas rozkwitu gospodarczego księstwa, który następował przede wszystkim dzięki unii celnej z Niemcami oraz rozwojowi sieci kolejowej. Intensywny rozwój hutnictwa wymagał rąk do pracy, co spowodowało duży napływ emigrantów; wzrost produkcji hutniczej uczynił z Luksemburga jedną z potęg przemysłowych Europy. Rozwijały się też inne gałęzie przemysłu oraz rolnictwo, korzystające z nawozów sztucznych będących wówczas ubocznym efektem produkcji stali.
Unia personalna z Holandią była niemal niezauważalna, a w 1890 wobec braku męskiego potomka Wilhelma III (w Luksemburgu kobiety pozbawione były wówczas prawa do sukcecji) wygasła. Tron luksemburski objął wówczas były książę Nassau Adolf. Na scenie politycznej dominowali liberałowie, ale szybka industrializacja zaowocowała pojawieniem się silnego ruchu socjalistycznego i powstaniem w 1902 Partii Socjaldemokratycznej Luksemburga. Rząd Luksemburga angażował się na arenie międzynarodowej, aby umocnić swoją suwerenność. Szczególnie istotny był dla niego udział w opracowywaniu konwencji haskich, które dotyczyły m.in. uprawnień państw neutralnych.

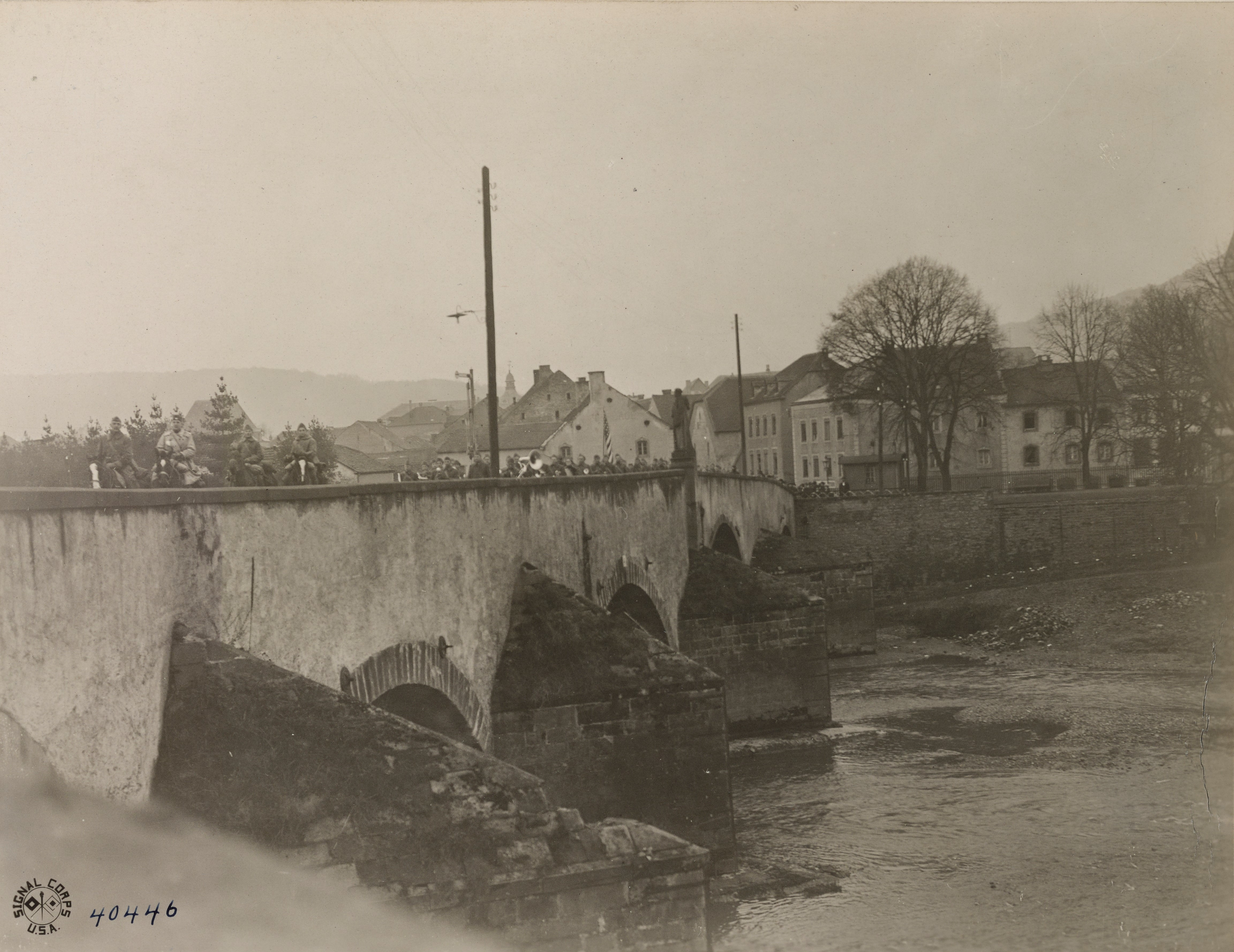
Wojska amerykańskie na moście w Echternach, 1918

Rosnące napięcie w Europie powodowało wzrost niepokoju o zachowanie neutralności i suwerenności w Luksemburgu położonym między dwoma konkurencyjnymi mocarstwami. Niebezpodstawnie, bowiem wraz z wybuchem I wojny światowej, 2 sierpnia 1914 Luksemburg został opanowany przez wojska niemieckie. Niemcy ogłosili, iż to Francja pogwałciła neutralność Luksemburga i z jego terytorium zaatakowała Niemcy; protesty rządu luksemburskiego oraz wielkiej księżny Marii Adelajdy nie dały żadnego efektu.
Organy władzy luksemburskiej, mimo obecności wojsk niemieckich, kontynuowały normalną pracę, starając się stosować wszelkie postanowienia konwencji haskich i próbując zachować dystans wobec Niemców. W czerwcu 1915 Niemcy ogłosili Luksemburg „teatrem wojny”. co stanowiło pretekst do surowych kar wymierzanych przez sądy wojskowe za szpiegostwo czy zdradę, wielu Luksemburczyków znalazło się w więzieniach. Eksploatacja kraju przez okupanta powodowała spadek poziomu życia, szalała inflacja i spekulacja. Szczęśliwie, mimo kłopotów, jakie dotknęły Luksemburg w czasie wojny, działania wojenne zakończyły się zanim dotarły na jego teren. Niemcy wycofali się z Luksemburga jesienią 1918, a do Luksemburga na pół roku wkroczyły wojska sojusznicze.

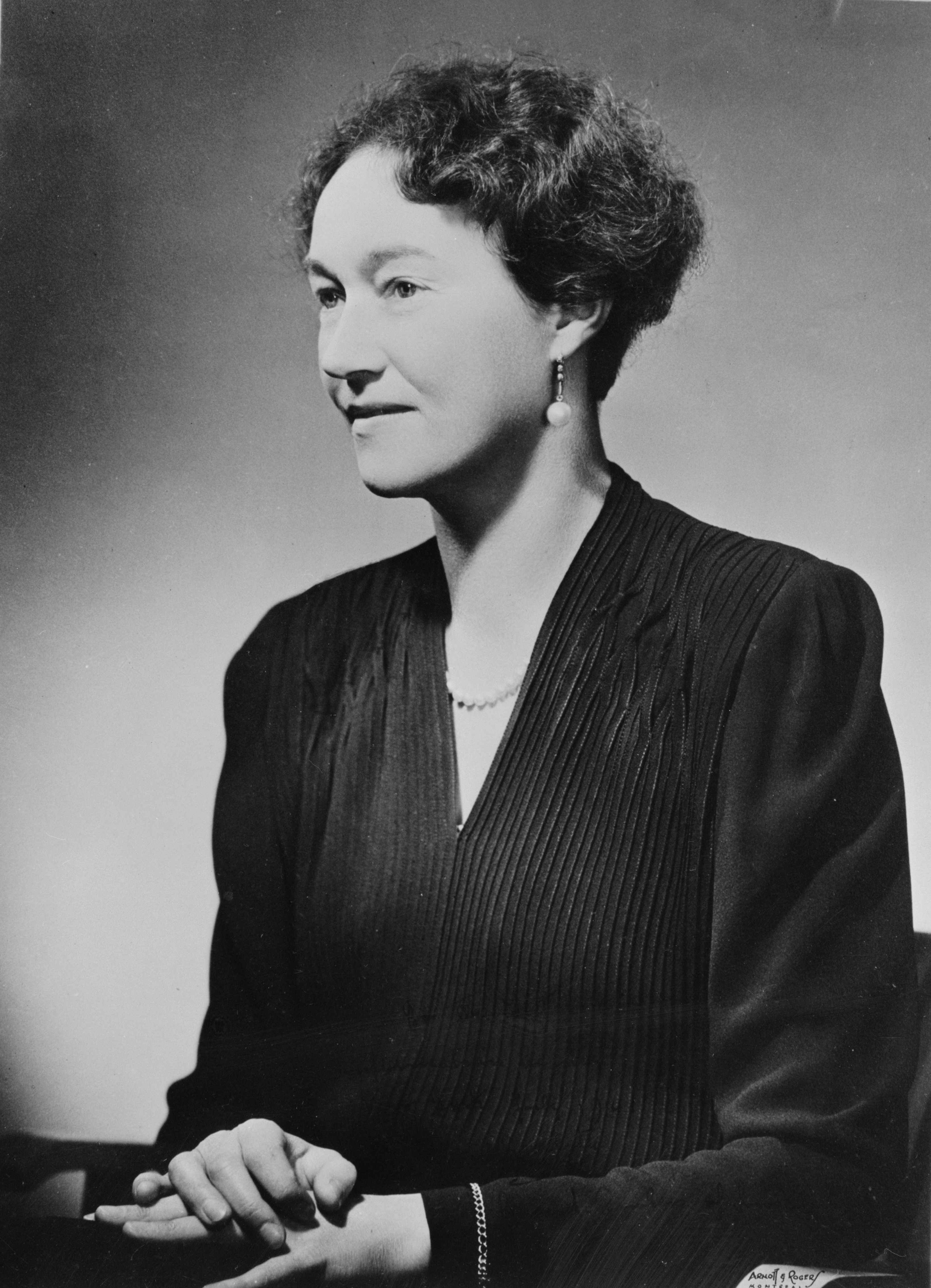
Wielka księżna Szarlotta

Dość łagodny przebieg wojny dla Luksemburga oraz działanie organów władzy przez cały jej okres przyniosły jednak po zakończeniu działań wojennych kryzys polityczny. Miał on zarówno wymiar wewnętrzny (oskarżano rząd i wielką księżnę o kolaborację, a nawet o sprzyjanie spekulacji, coraz silniej odzywały się głosy żądające wprowadzenia republiki), jak i zewnętrzny (mimo walki trzech tysięcy Luksemburczyków po stronie aliantów, zwycięskie mocarstwa odmawiały ponownego nawiązania stosunków dyplomatycznych z Luksemburgiem). W efekcie w 1919 wielka księżna Maria Adelajda abdykowała na rzecz swej popularnej siostry Szarlotty, co spowodowało zażegnanie kryzysu. Jeszcze w tym samym roku zmieniono konstytucję wprowadzając powszechne prawo wyborcze i przeprowadzono referendum, które potwierdziło wolę mieszkańców zachowania monarchii.
Na mocy art. 40 traktatu wersalskiego zerwana została unia celna Luksemburga z Niemcami, wobec czego władze księstwa zaczęły poszukiwać nowych rozwiązań ekonomicznych, które mogłyby zapewnić rozwój kraju. Ludność księstwa w referendum w 1919 wypowiedziała się w zdecydowanej większości za zawiązaniem unii celnej z Francją, do czego jednak nie doszło. Ostatecznie w 1922 zawarta została unia ekonomiczna z Belgią. Gospodarka stopniowo przestawiała się na nowe tory, hutnictwo ponownie zaczynało zdobywać znaczącą pozycję w świecie. Sytuacja polityczna była stabilna – dominującą pozycję zachowywała partia katolicka, która rządy objęła jeszcze w czasie wojny dzięki poparciu Marii Adelajdy. Od 1920 Luksemburg był członkiem Ligi Narodów. Utrzymując swój status neutralny aktywnie uczestniczył w wielu inicjatywach pokojowych w Europie. W latach 30., wobec wzrostu napięcia w Europie, przyłączył się do skupiającej państwa neutralne Europy Grupy Oslo.

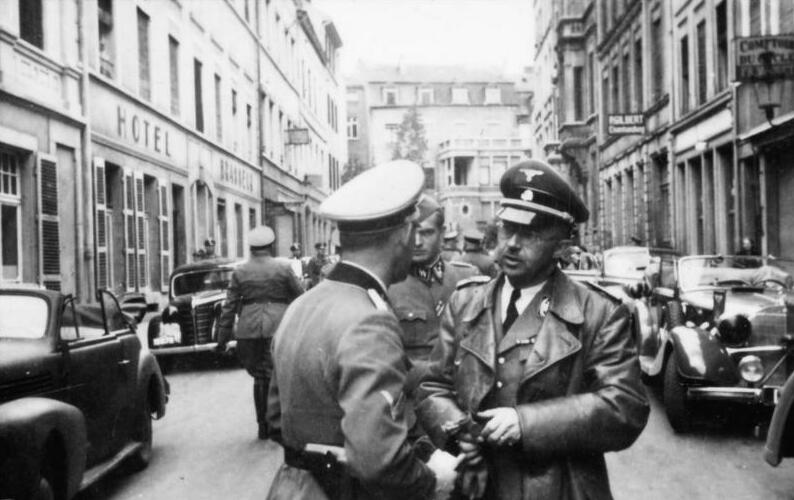
Heinrich Himmler w Luksemburgu, 1940

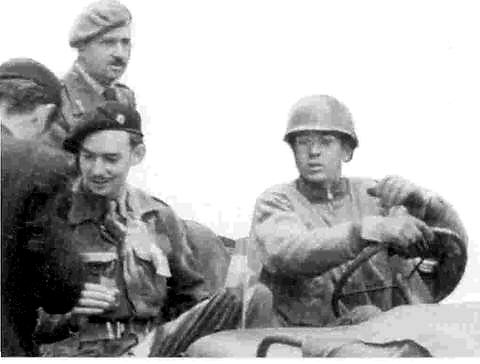
Książę-małżonek Feliks i jego syn Jan podczas wyzwolenia Luksemburga, 1944

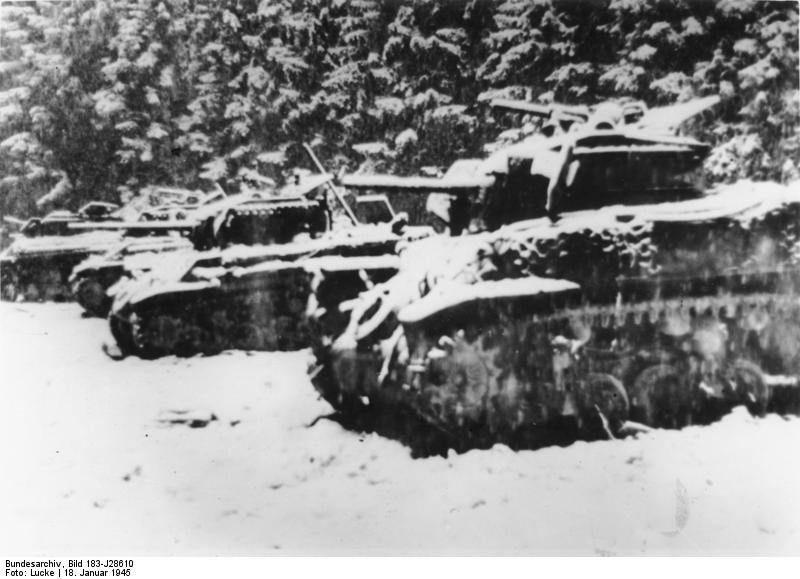
Zniszczone amerykańskie czołgi podczas bitwy w Ardenach, 1945

II wojna światowa jednak nie oszczędziła neutralnego księstwa. W nocy z 9 na 10 maja 1940 wkroczyły do niego wojska niemieckie i w ciągu kilku godzin opanowały je niemal w całości (z wyjątkiem niewielkich skrawków na południu, opanowanych na pewien czas przez armię francuską), uzasadniając to wyprzedzeniem analogicznej akcji, którą zdaniem Niemców planowała przeprowadzić Francja. Przedstawiciele księstwa podpisali zawieszenie broni z Niemcami, ale rodzina książęca i rząd zdążyli uciec z kraju (schronili się w Hiszpanii, a następnie w Portugalii). Jedynym organem władzy, który pozostał na miejscu i wciąż działał był parlament, który powołał komisję rządową, a także zaprotestował przeciwko okupacji kraju. Część polityków, zbudowanych łagodnym początkowo przebiegiem okupacji (choć rządy niemieckie były surowe i stosowano rekwizycje, nie było masowych aresztowań i rozstrzeliwań) chciała kompromisu z Niemcami. Powstała nawet kolaboracyjna partia Ludowy Ruch Niemiecki, próbowano też skłonić księżnę Szarlottę do powrotu do kraju. Stopniowo jednak sympatia do tego rozwiązania malała, wraz z zaostrzeniem okupacji przez Niemcy: rozpoczęto intensywną germanizację, rozwiązano partie i stowarzyszenia, wprowadzono prawo hitlerowskie (w tym antyżydowskie), cenzurę prasy. Surowe kary wymierzał Trybunał Specjalny. Wreszcie 14 sierpnia 1940 ogłoszono całkowite wcielenie Luksemburga do III Rzeszy. Tymczasem wielka księżna i rząd udali się do Montrealu, podejmując jednocześnie współpracę z Wielką Brytanią.
W kraju nasilał się terror niemiecki (przestępstwem było nawet używanie języka francuskiego), który spowodował powstanie ruchu oporu. W 1942 ogłoszono przymusowy pobór do wojska młodzieży, co było konsekwencją wcielenia państwa do Rzeszy. Próba oporu poprzez masowe strajki skończyła się licznymi zsyłkami do obozów koncentracyjnych, a kilkudziesięciu Luksemburczyków zostało rozstrzelanych. Wielu zagrożonych poborem wybierało ucieczkę w celu przyłączenia się do organizowanego w Wielkiej Brytanii (z pomocą rządu belgijskiego) oddziału luksemburskiego. Wielka księżna prowadziła akcję „przeciwko zapomnieniu” księstwa luksemburskiego.
Stolica księstwa została wyzwolona przez oddziały amerykańskie 20 września 1944. Wraz z Amerykanami przybyli tam wówczas mąż wielkiej księżny Szarlotty Feliks i następca tronu Jan, zaś 23 września powrócił do kraju rząd. Natychmiast rozpoczęto organizowanie luksemburskich sił zbrojnych, które wzięły udział m.in. w bitwie w Ardenach, która miała miejsce na terenie księstwa na przełomie 1944 i 1945.

## Luksemburg w jednoczącej się Europie

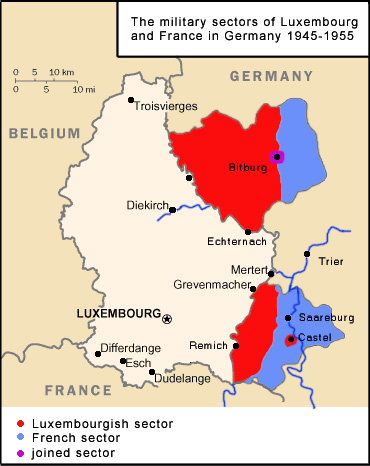
Obszary w Niemczech okupowane przez wojska luksemburskie (kolor czerwony), 1945–1955

II wojna światowa spowodowała ogromne straty Luksemburga: zniszczona została jego infrastruktura przemysłowa i komunikacyjna, w gruzach leżała 1/3 budynków. Podczas wojny zginęło ok. 5,7 tys. obywateli Luksemburga (z czego prawie 3 tys. spośród 10 tys. wcielonych do armii niemieckiej). Odbudowa kraju była najważniejszym wyzwaniem dla jego powojennych rządów. Była ona możliwa dzięki reparacjom wojennym, pomocy UNRRA i innych organizacji. Plan Marshalla, który w niewielkim stopniu tylko dotyczył Luksemburga bezpośrednio, podziałał stymulująco na rynki zbytu dla jego odtwarzanego przemysłu. Korzystna także była wznowiona unia ekonomiczna z Belgią oraz powstanie unii gospodarczej Beneluksu.
W 1945 przeprowadzono pierwsze powojenne wybory parlamentarne, które potwierdziły znaczenie przedwojennych sił politycznych. Zwycięstwo odniosła Chrześcijańsko-Społeczna Partia Ludowa (CSV), silną legitymację w parlamencie mieli socjaliści, a także komuniści. Powstał rząd jedności narodowej kierowany przez Pierre’a Duponga (premiera przedwojennego i emigracyjnego), który przeprowadził zdecydowane rozliczenia z kolaborantami. Wielka koalicja skończyła się jednak w 1947 wskutek ustąpienia przedstawicieli lewicy z rządu. Jednocześnie rósł w siłę ruch związków zawodowych, ogromną popularność zdobyły zwłaszcza centrale związkowe związane z socjalistami i komunistami (ta jednak po sukcesie w latach 40. stopniowo słabła i w później została wchłonięta przez socjalistyczną).
W polityce międzynarodowej zaszła duża zmiana w stosunku do lat przedwojennych. Udział w walce zbrojnej podczas II wojny światowej zaowocował zniesieniem neutralności Luksemburga i wprowadzeniem powszechnego obowiązku służby wojskowej. W efekcie Luksemburg został jednym z pięciu sygnatariuszy paktu brukselskiego z 1948 – oprócz współpracy ekonomicznej, kulturalnej i społecznej zakładał on też współpracę na polu wojskowym poprzez utworzenie Unii Zachodniej. Rok później Luksemburg wraz z innymi członkami tej Unii podpisał traktat północnoatlantycki, na mocy którego powstało NATO.

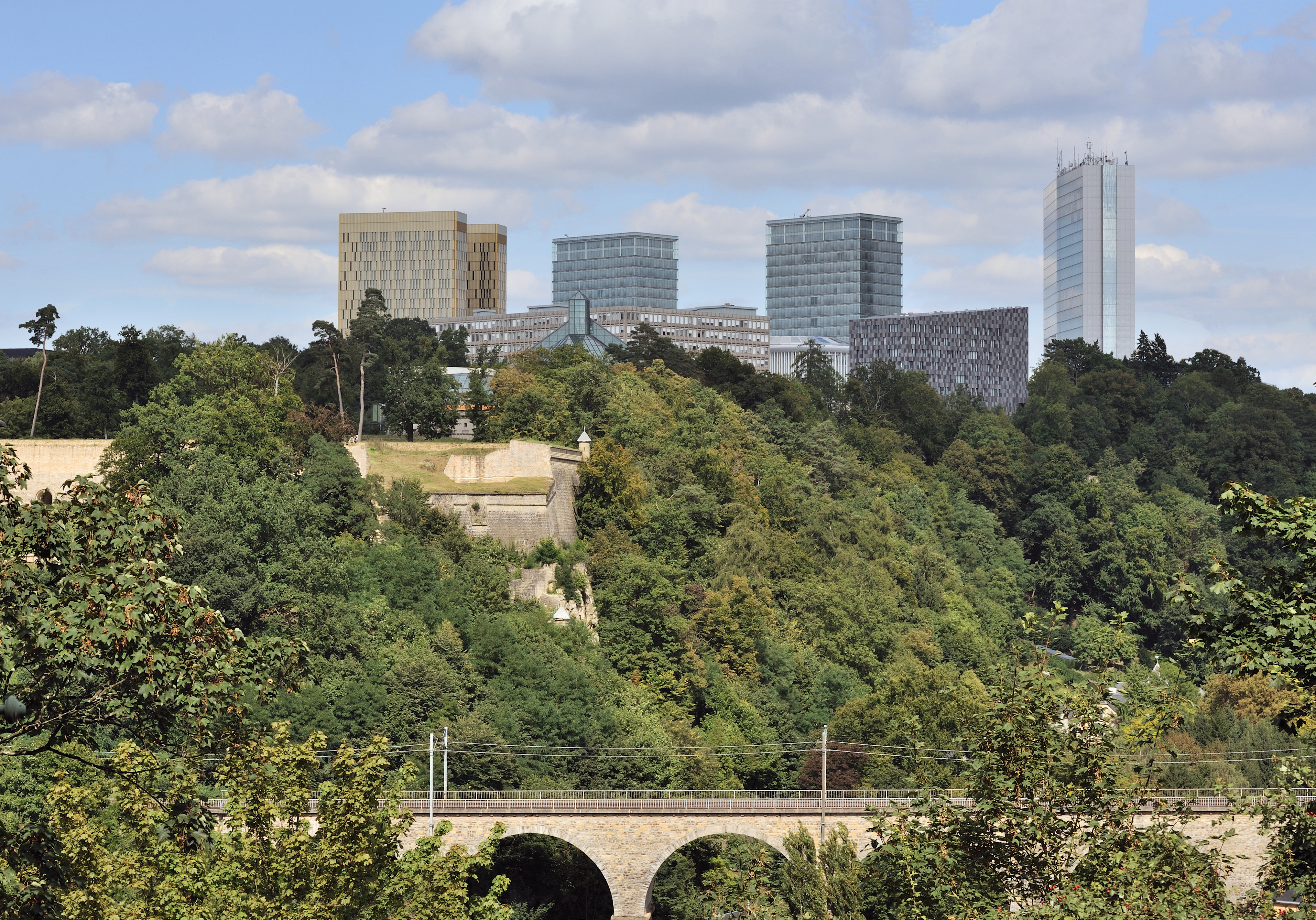
Wzgórze Kirchberg w Luksemburgu z budynkami instytucji Unii Europejskiej – ETS, Parlamentu i Rady

Jednocześnie Luksemburg podejmował liczne działania w celu otwarcia ekonomicznego na świat. Natychmiast po wyzwoleniu została przywrócona unia ekonomiczna z Belgią, a jeszcze na emigracji w 1944 proklamowana została unia gospodarcza z Holandią (tzw. Benelux), która jednak z uwagi na zbytnią konkurencyjność rynku holenderskiego unia celna weszła w życie dopiero w 1948. Luksemburg aktywnie uczestniczył też w kolejnych działaniach zmierzających do integracji Europy. W 1948 podpisał wspomniany pakt brukselski, a także przystąpił do Organizacji Europejskiej Współpracy Gospodarczej powołanej w celu realizacji Planu Marshalla. W 1949 był jednym z założycieli Rady Europy, a w 1951 – mimo obaw związanych z pozbawieniem się kontroli nad dominującymi gałęziami przemysłu – Europejskiej Wspólnoty Węgla i Stali (stolica księstwa stała się siedzibą jej władz, a obawy Luksemburga uspokojono przyznając mu ponadproporcjonalny w stosunku do liczby ludności księstwa udział we władzach organizacji). W 1957 Luksemburg był jednym z sygnatariuszy traktatów rzymskich na mocy których powstała Europejska Wspólnota Gospodarcza. W kolejnych latach Luksemburg podtrzymywał swoją zdecydowaną politykę proeuropejską. W 1992 podpisał Traktat z Maastricht tworzący Unię Europejską. Stolica księstwa stała się jedną z głównych siedzib instytucji europejskich, m.in. Europejskiego Trybunału Sprawiedliwości czy Europejskiego Banku Inwestycyjnego. Luksemburg podpisał także układ z Schengen oraz przystąpił do unii walutowej. Podpisał i ratyfikował traktat ustanawiający Konstytucję dla Europy. Politycy luksemburscy pełnili także ważne funkcje w instytucjach europejskich, m.in. Gaston Thorn w latach 1981–1985 i Jacques Santer w latach 1995–1999 byli przewodniczącymi Komisji Europejskiej, a w 2014 stanowisko to objął Jean-Claude Juncker.
Otwarcie granic kraju dla eksportu spowodowało rozwój tradycyjnych gałęzi przemysłu Luksemburga. Nastąpiła modernizacja szlaków komunikacyjnych, co także wpłynęło korzystnie na rozwój gospodarki. Czasowe załamanie produkcji przemysłowej nastąpiło w okresie kryzysu naftowego. Jednocześnie w Luksemburgu w okresie powojennym rozwinęły się też nowe rodzaje usług, m.in. stał się on jednym z ważniejszych europejskich centrów bankowych.

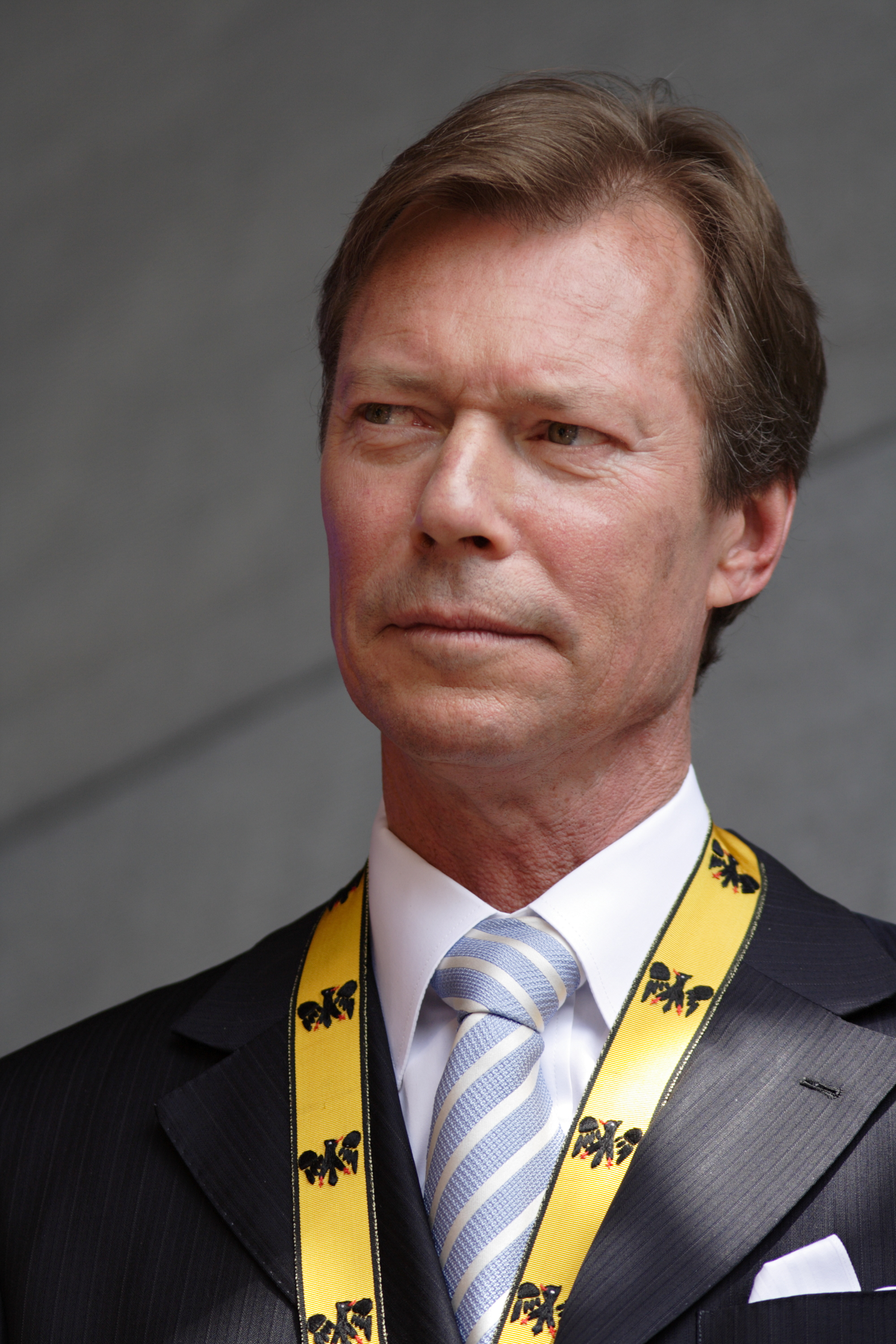
Wielki książę Henryk

Sytuacja na wewnętrznej arenie politycznej cechowała się wysoką stabilnością. Chrześcijańsko-Społeczna Partia Ludowa dominująca w okresie międzywojennym, także i po II wojnie światowej pozostawała u steru władzy (niekiedy w koalicjach z innymi ugrupowaniami), z wyłączeniem jedynie okresu 1974–1979. U steru rządów stali wybitni politycy, m.in. premierami Luksemburga byli Pierre Werner (członek liberalnej Partii Demokratycznej, premier w latach 1959–1974 i 1979–1984, autor pierwszego planu wprowadzenia wspólnej waluty europejskiej) czy Jacques Santer (premier w latach 1984–1995). Swym autorytetem służyli też kolejni wielcy książęta: Szarlotta (abdykowała w 1964) oraz jej syn Jan (abdykował w 2000).